# Murnau–Oberammergau-vasútvonal
A Murnau–Oberammergau-vasútvonal, vagy más néven a Ammergaubahn egy normál nyomtávú, 23,67 km hosszú, 15 kV, 16,7 Hz-cel villamosított vasútvonal Murnau és Oberammergau között Németországban. A München–Garmisch-Partenkirchen-vasútvonalból ágazik ki Murnau vasútállomásnál, majd 23,67 km után egy fejállomásban végződik.
A vonalat a Deutsche Bahn üzemelteti, leggyakrabban DB 425 sorozatú villamos motorvonatokkal. A vonal villamosítása eredetileg 5,5 kV 16 Hz-cel történt meg, amit elsőnek 5 kV 16 ⅔ Hz-re változtattak, majd 1954-től a németországi szabványnak megfelelő 15 kV 16 ⅔ Hz-et vezették be. A vasútvonalon érvényes a Bayern-Ticket és a Werdenfels-Ticket is.